# Politikåret 1895

## Händelser
- 25 juni – Robert Arthur Talbot Gascoyne-Cecil efterträder Archibald Primrose som Storbritanniens premiärminister.[1]
- 14 oktober – Georg Francis Hagerup efterträder Emil Stang som Norges statsminister.[2]

## Val
- 13 juli till 7 augusti - Storbritannien, parlamentsval.  Unionisterna - Konservativa partiet i allians med Liberal Unionist Party - vinner en stor majoritet över Liberal Party. Lord Salisbury blir ny premiärminister.[3]

## Organisationshändelser
- Baskiska nationalistpartiet bildas.

## Födda
- 1 juni – Eljas Erkko, finländsk diplomat, journalist och politiker, utrikesminister 1938–1939.
- 30 augusti – Gärda Svensson, svensk politiker, riksdagsledamot 1945–1963.
- 8 oktober – Juan Perón, argentinsk militär och politiker, president 1946–1955 och 1973–1974.
- 25 oktober – Levi Eshkol, israelisk politiker, premiärminister 1963–1969.[4]
- 29 november – William Tubman, liberiansk politiker, president 1944–1971.

## Avlidna
- 24 januari – Randolph Churchill, brittisk politiker, finansminister 1886.
- 19 maj – José Martí, kubansk poet och politiker, nationalhjälte.
- 28 maj – Walter Q. Gresham, amerikansk politiker, USA:s finansminister 1884, USA:s utrikesminister 1893–1895.
- 29 juli – Floriano Peixoto, brasiliansk politiker, president 1891–1894.

### Fotnoter
1. ↑  ”United Kingdom” (på engelska). World Statesmen. http://www.worldstatesmen.org/United_Kingdom.html. Läst 1 augusti 2015.
2. ↑  ”Norway” (på engelska). World Statesmen. http://www.worldstatesmen.org/Norway.htm. Läst 29 juli 2015.
3. ↑  ”United Kingdom” (på engelska). World Statesmen. 3 juni 1895. http://www.worldstatesmen.org/United_Kingdom.html. Läst 27 februari 2015.
4. ↑  ”Israel” (på engelska). World Statesmen. 3 juni 1895. http://www.worldstatesmen.org/Israel.htm. Läst 27 februari 2015.